# Käinby
Käinby [tj-] (finska: Keimola) är en stadsdel i Vanda stad i landskapet Nyland. 
Käinby är en till ytan stor stadsdel (över 10 km²), men har knappt 2 400 invånare (2023). Stadsdelens gränser utgörs av Lepsämä å, Luhtabacka å och Tavastehusleden.
En stor del av stadsdelens areal består av jord- och skogsbruksmark i privat ägo – åkrar, skogar, kärr och ängar. Det finns flera områden i Käinby med en värdefull flora eller fauna och som skyddats. Det största är Storkärrs skyddsområde som är det näst största kärret i huvudstadsregionen. Kärret är känt för sina fåglar och sina fjärilar. 
Väster om Storkärr vid Kirkkavägen finns Keimola Golf som täcker 90 hektar. Golfföretaget är den största arbetsgivaren i stadsdelen trots att det finns ett litet industriområde vid den nerlagda racerbanan Käinby Motorstadion. Käinbyportens servicestation ligger i grannstadsdelen Biskopsböle. 
Invånarantalet i Käinby växte från under 200 år 2015 till över 1 600 fem år senare då den nya stadsdelen Marja-Vanda byggs. I delgeneralplanen för Marja-Vanda som Vanda stadsfullmäktige godkände i juni 2006 planerade man ett småhusområde i sydöstra Käinby för 1 000 invånare nära Petas nya station på Ringbanan. 